# Kolumbianischer Film
Die Geschichte des kolumbianischen Films – also die Geschichte der (überwiegend) mit kolumbianischen Produzenten, Regisseuren und Darstellern in Kolumbien produzierten Filme – begann 1922 mit dem ersten im Lande produzierten Spielfilm. In den 1920er Jahren etablierten sich mehrere Produktionsgesellschaften, von denen jedoch viele die Krise der 1930er Jahre nicht überlebten. In den 1950er Jahren erholte sich die Branche. Die sozialkritischen Filme der 1970er Jahre wurden auch in Europa rezipiert. Von 1978 bis 1993 wurden zahlreiche Filme von der staatlichen Filmproduktions- und -fördergesellschaft Compañía de Fomento Cinematográfico finanziert. Danach standen die kolumbianischen Filmemacher unter Druck, mit ausländischen Produzenten und Investoren zusammenzuarbeiten, was durch die Rezession Ende der 1990er Jahre erschwert war. Hinzu kam die Konkurrenz durch Fernsehserien. 2003 wurde die staatliche Filmförderung wieder intensiviert, doch war der internationale Erfolg des kolumbianischen Films bisher gering. Eine Ausnahmeerscheinung ist der international anerkannte Regisseur Victor Gaviria (* 1955), unter den jungen Regisseuren war Ciro Guerra (* 1981) sehr erfolgreich. Wichtige Themen des modernen kolumbianischen Kinofilms sind Coca- und Mohnanbau, der Narcotraffic, die Guerilla, die Gewalt der Städte, die Situation der Straßenkinder und die Emigration, während TV-Serien (Telenovelas) sich eher auf Alltagsthemen und Komödien konzentrieren. Erfolgreich sind die oft exportierten Narconovelas.

## Stummfilmzeit
1897 wurden die ersten importierten Filme mit Hilfe des Kinematographen vorgeführt. Der erste kolumbianische Spielfilm, eine Verfilmung des Romans María von Jorge Isaacs, wurde 1922 von dem spanischen Einwanderers Máximo Calvo Olmedo in Panama gedreht. Kopien sind nicht erhalten.
Arturo Acevedo Vallarino, der eigentlich Theaterregisseur war, wurde zum wichtigsten Filmpionier der Stummfilmzeit. Er verkaufte seine Holzplantage zum Erwerb seiner ersten Kamera. Nach Einführung ausländischer Filme und infolge der Faszination, die diese auslösten, war das Theatergeschäft nicht mehr so profitabel. Acevedo gründete daher die Filmproduktionsgesellschaft Acevedo e Hijos, die von 1923 bis 1946 bestand und als einzige die Große Depression der 1930er Jahre überlebte. Er drehte unter anderem den Film Bajo el cielo antioqueño („Unter dem Himmel von Antioquia“, 1925), der von dem Luftfahrtunternehmer Gonzalo Mejía finanziert wurde, wobei dieser eine Hauptrolle spielte. Der folkloristische Film war eigentlich als nicht-kommerzielle Werbung für die Region gedacht, kam aber beim Publikum gut an.
1927 erschien Garras de oro: Alborada de justicia (The Dawn of Justice) von P. P. Jambrina, ein Pseudonym, das von dem Filmproduzenten und späteren Bürgermeister von Cali, Alfonso Martínez Velasco, verwendet wurde. Mit Hilfe von Untertiteln und anhand einer fiktiven Handlung um einen US-amerikanischen Zeitungsherausgeber thematisiert der Film die erzwungene Abtrennung Panamas von Kolumbien und kritisiert heftig die Rolle der USA in dem Konflikt. Im Gegensatz zu den vielen Natur- und Folklorefilmen der Zeit wurde hier erstmals ein politisches Thema aufgegriffen: Garras de Oro gilt als der erste antiimperialistische Film überhaupt. Alle Beteiligten an der Produktion und die Darsteller sahen sich gezwungen, unter Pseudonymen aufzutreten. 50 Minuten des jahrzehntelang verschwundenen Films konnten restauriert und 2008 in New York sowie 2009 auf dem Festival Internacional de Cine en Guadalajara gezeigt werden.

## Die Krisenjahre der 1930er und 1940er Jahre
Während der Großen Depression kam die Filmproduktion Kolumbiens zum Erliegen, während die Attraktivität von ausländischen Filmen stark anstieg. Von 1928 bis 1940 wurde in Kolumbien ein einziger Film gedreht, der nie in die Kinos kam. Neben Filmen aus Hollywood gelangten immer mehr aus Argentinien und Mexiko ins Land. Auch Acevedo e hijos mussten 1945 schließen. Nach dem Ende des Bürgerkriegs unternahmen 1954 Gabriel García Márquez und der Maler Enrique Grau Araújo den Versuch, die einheimische Filmproduktion neu aufzubauen. Ihr erster, gemeinsam mit Álvaro Cepeda Samudio produzierter, surrealistischer Stummfilm von 30 Minuten handelt vom Auftauchen eines Amerikaners in einem Küstendorf, der dort merkwürdige Erlebnisse mit Langusten, Katzen und Einheimischen (La langosta azul, 1954). In den folgenden Jahren führte die oligarchische Erstarrung der kolumbianischen Politik auch zu einer kulturellen Verarmung.

## Der sozialkritische Film der 1970er Jahre

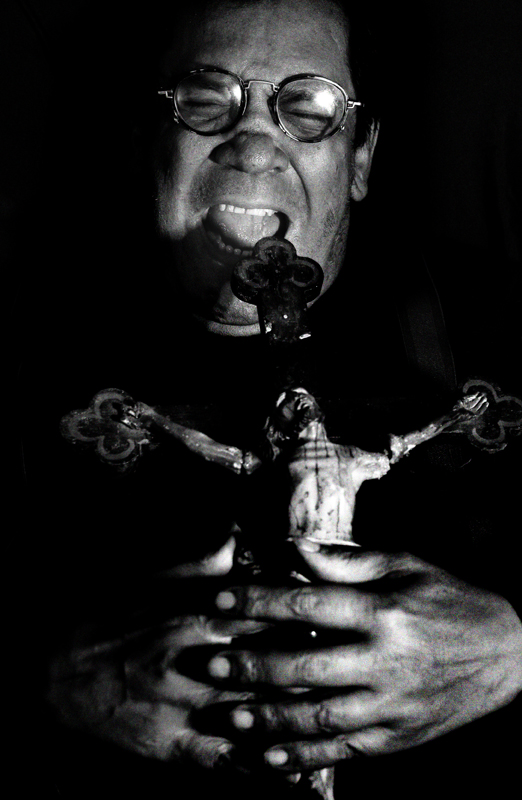
Carlos Mayolo. Schauspieler, Regisseur und Kommunist (1945–2007)

Die Regierung des liberalen Präsidenten Carlos Lleras Restrepo gab den Anstoß zu (langfristig nicht besonders erfolgreichen) Land- und anderen Reformen. Das führte auch zu einer Aufbruchsbewegung unter Intellektuellen. Ein erster sozialkritischer Dokumentarfilm über den Befreiungstheologen Damilo Torres, der als Mitglied der Guerillabewegung ELN 1966 im Gefecht mit Regierungstruppen fiel, wurde von Diego León Giraldo 1967 gedreht, weitere Filme über Torres wurden im Ausland produziert. In den 1970er Jahren nutzte eine junge Generation neue technische Möglichkeiten wie das Super-16-Format, um günstig sozialdokumentarische und sozialkritische Filme zu drehen. Marta Rodríguez und Jorge Silva drehten vier Jahre lang Chircales (1972; „Ziegeleiarbeiter“) über eine arme Ziegelmacherfamilie in einem Vorort von Bogotá. Gamín (1977) von Ciro Durán ist ein schockierender Film über das Leben der Straßenkinder in Bogotá. Allerdings bekamen die Filmemacher bald den Konflikt zwischen ihren politischen Ansprüchen und den wirtschaftlichen Zwängen der jungen kolumbianischen Filmindustrie zu spüren.
Carlos Mayolo und Luis Ospina kritisierten die in Kolumbien und teils auch in Europa gern und oft gezeigten politisch allzu plakativen und oberflächlichen Dokumentationen als Pornomiseria (Porno-Misery), also als obszöne Zurschaustellung des Elends. Zur Illustration ihrer Kritik produzierten sie einen pseudodokumentarisch-satirischen Pornomiseria-Kurzfilm (mockumentary movie) mit dem Titel Agarrando Pueblo (engl. Titel: The Vampires of Poverty, 1978). In Cali begründeten sie den Cineclub mit dem früh verstorbenen Theater- und Drehbuchautor Andrés Caicedo und produzierten vor allem Dokumentarfilme. Marta Rodríguez und Jorge Silva, die schon an Chircales mitgearbeitet hatten, drehten in der Folge zahlreiche weitere Dokumentarfilme, u. a. über den Mohnanbau in Südkolumbien und seine Folgen (Amapola, flor maldita, 1998). Marta Rodríguez gilt auch als eine der Pioniere des anthropologischen Dokumentarfilms.

## Staatlich geförderte Filmwirtschaft 1978–1993
1978 wurde die staatliche Filmproduktions- und -förderungsgesellschaft Compañía de Fomento Cinematográfico (FOCINE) gegründet, die zahlreiche Filme finanzierte, unter anderem solche von Carlos Mayole, der maßgeblich zur Erneuerung des kolumbianischen Films beitrug. Einer der größten kommerziellen Erfolge war die Komödie El taxista millonario (1979) unter der Regie von Gustavo Nieto Roa (* 1942) über einen Taxifahrer, der in einen Raubüberfall verwickelt wird. In den 1980er Jahren wurde die Konkurrenz des Fernsehens mit Serien wie Lola Calamidades (1987, 120 Folgen) stärker.
1993 wurde die staatliche Filmgesellschaft wegen Korruption aufgelöst. Die Filmemacher waren in der Folge auf private Investoren und auf Koproduktionen mit Europa verwiesen. So erschienen einige herausragende Produktionen wie die des Filmemachers Sergio Cabrera, dessen Komödie La estrategia del caracol (1993, dt.: „Die Strategie der Schnecke“, 1996) über Hausbesetzer, die sich erfolgreich gegen ihre Vertreibung wehren. Dieser Film errang mehrere internationale Auszeichnungen. Jedoch investierte die europäische und US-Filmindustrie auch wegen der Rezession 1998/99 und des damals noch kleinen Marktes kaum in kolumbianische Projekte.

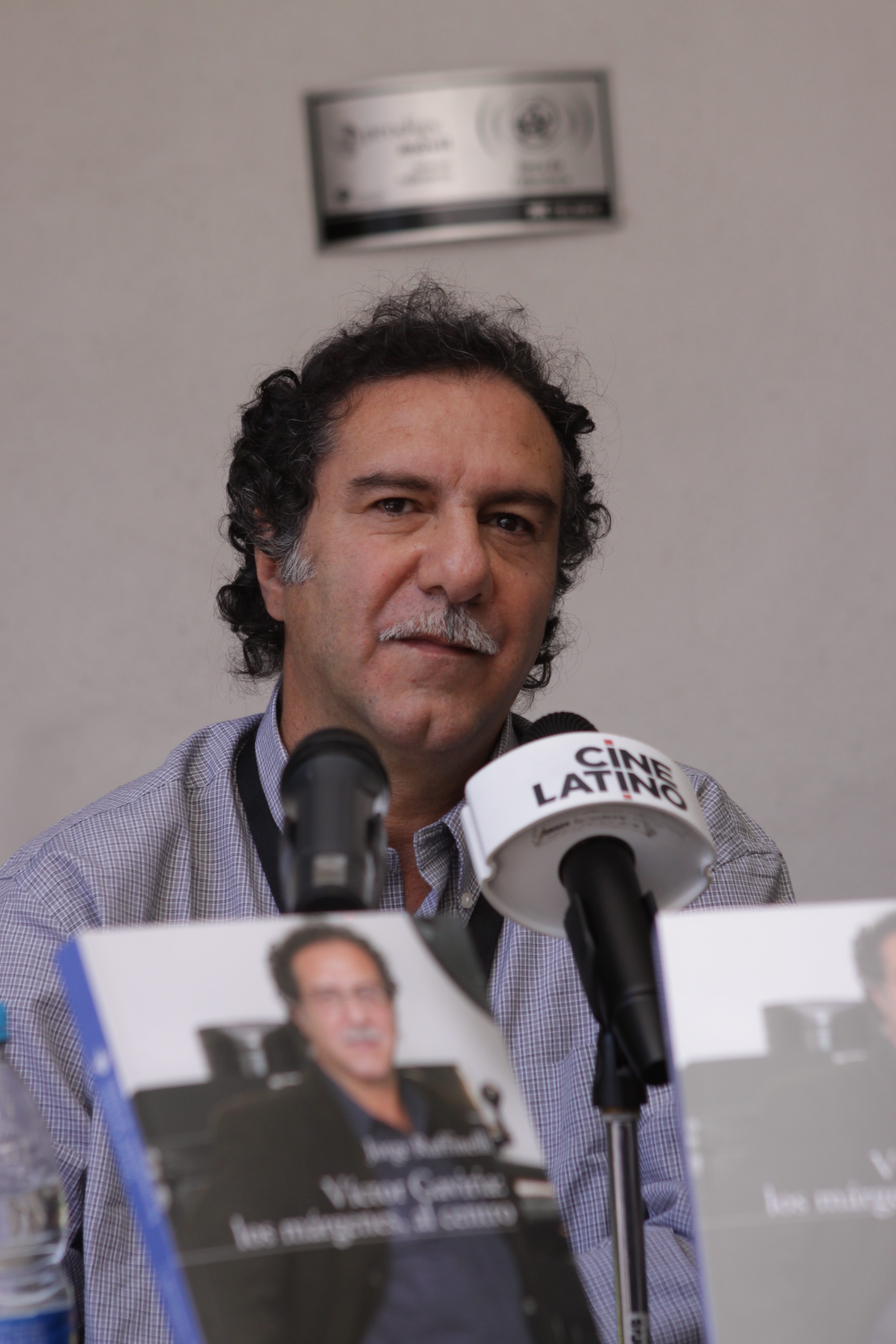
Victor Gaviria

## Das 21. Jahrhundert: Landraub, Guerilla, Drogen
2003 wurde ein neues Filmgesetz verabschiedet, das wieder eine staatliche Förderung vorsah und 2012 noch einmal verbessert wurde. Seither wurden teils mit ausländischen Investitionen wieder Filme gefördert, die auch in Kolumbien große Resonanz fanden. Der Kurzfilm erlebte eine neue Blüte. Doch machen einheimische Produktionen heute nur etwa 10 Prozent der gezeigten Kinofilme aus. Das Privatfernsehen wurde seit den 1990er Jahren ein wichtiger Konkurrent des Kinos.
Seit den 1980er Jahren war Kolumbien zum wichtigsten Drogenproduktionsland der westlichen Hemisphäre aufgestiegen, was zu verstärkter gewaltsamer Repression führte. Die Kinofilme widmeten sich – wie auch die Literatura narco – seit Ende der 1990er Jahre den eskalierenden Konflikten um Drogenanbau und -schmuggel, dem jahrzehntelangen Guerillakrieg, der Vertreibung der Bauern und der Gewalt in den Städten. Große Zuschauerzahlen verzeichnen die Gesellschaftsfilme des Filmemachers Victor Gaviria. Sumas y restas (2004) handelt vom narcotraffic, La vendedora de rosas (1998) nach dem Märchen von Hans Christian Andersen vom Drogenkonsum und der Kinder- und Jugendprostitution in Medellín. Los niños invisibles (2001) und Los actores del conflicto von Lisandro Duque Naranjo (* 1942) behandeln die Lage der Straßenkinder und die jugendlichen Milizen im Bürgerkrieg. María, llena eres de gracia (2004) (Maria voll der Gnade) mit Catalina Sandino Moreno in der Hauptrolle ist eine kolumbianisch-US-amerikanische Koproduktion über eine Fließbandarbeiterin, die einwilligt, Kokain in die USA zu schmuggeln. Der Film wurde für den Golden Globe nominiert, Catalina Sandino Moreno als beste Darstellerin auf den Internationalen Filmfestspielen Berlin 2004 ausgezeichnet. La pena máxima (2001) ist eine Tragikomödie von Jorge Echeverry (* 1956) um den Fußballfanatismus. Der in den Armenvierteln von Medellín angesiedelte Thriller Rosario Tijeras (2005; dt. Rosario, die Scherenfrau, 2007) nach dem Roman von Jorge Franco Ramos war mit über einer Million Kinozuschauern kolumbianische Film des Jahres 2005. An der Dokumentation La Sierra – Muerte en Medellín (2005) über eine Jugendbande, die mit der Miliz gegen die Guerillas kämpft, wirkte Margarita Martínez mit. Der Film wurde auf dem Internationalen Kinofestival Miami ausgezeichnet. Der kolumbianisch-ecuadorianische Regisseur Alejandro Landes (* 1982) drehte Porfirio (2011) mit einem Hauptdarsteller, der von der Polizei zum Krüppel geschlagen wurde, und Monos (2019) über eine paramilitärische Gruppe von Jugendlichen, die im Dschungel eine amerikanische Geisel bewachen. Der Film Jardín de Amapolas (dt.: „Mohnblumenwiese“) von Juan Carlos Melo Guevara über einen Jungen, der an der Seite seines von seinem Land vertriebenen Vaters zwischen die Fronten von Opiumproduzenten, Guerilleros und Paramilitärs gerät, war in Deutschland im Rahmen der Kinoreihe „Cineespanol“ in ausgewählten Kinos zu sehen.
Satanás (2007) ist ein Film von Andrés Baiz (* 1975) über Sex, Geld und Rache als Handlungsmotive, La cara aculta (Das verborgene Gesicht, 2011) über Voyeurismus (2011). Baiz produziert auch Thrillerserien wie Metástasis und Narco. El abrazo de la serpiente (dt.: Der Schamane und die Schlange) von Ciro Guerra ist ein Abenteuerfilm, der im Rahmen der Internationalen Filmfestspiele Cannes 2015 seine Premiere feierte und 2016 in die deutschen Kinos kam. Der überwiegend in Schwarz-Weiß gedrehte Film in der Art eines Dokumentarfilms basiert auf den Tagebüchern des deutschen Anthropologen und Forschungsreisenden Theodor Koch-Grünberg, der sich mit einem Schamanen auf die Suche nach einer Heilpflanze macht. 40 Jahre später wiederholt der amerikanische Botaniker Richard Evans Schulte diese Reise und wird von Selbstzweifeln geplagt, als er erkennt, dass die Wissenschaftler meist nur Kautschuk gesucht haben. Auch Guerras Film Pájaros de verano (2018, Birds of Passage) über eine indigene Familie, die Marihuana an Mitglieder des US-Friedenskorps verkauft, wurde sehr gelobt und 2018 nach Cannes eingeladen. Diese beiden Filme waren mit Einnahmen von jeweils über 1,5 Millionen USD die erfolgreichsten kolumbianischen Spielfilme der letzten Jahre. Somos calentura (2018; We are the heat) von Jorge Navas wurde mit hohem Aufwand im Zentrum der afrokolumbianischen Kultur, der Hafenstadt Buenaventura, mit jungen afrokolumbianischen Schauspielern und Künstlern gedreht. Auch hier geht es um Armut, Unsicherheit und Drogenhandel. Drei Jugendliche versuchen sich dem Elend durch Tanz und Musik zu entziehen.
Mit dem Abflauen des Bürgerkriegs seit 2016 ging der Grad der Politisierung des kolumbianischen Films langsam zurück; es werden mehr „private“ Themen und Komödien gezeigt. Immer mehr Autoren und Regisseure arbeiten in den letzten Jahren für Netflix, Fox Telecolombia und andere Anbieter, so Carlos Moreno (* 1968), der neben Spielfilmen die Serien Tiempo final (2007) und Azúcar (2016) gedreht hat. TV-Serien werden aufgrund niedriger Produktionskosten für den Export produziert und dort oft adaptiert und neu synchronisiert, wobei Namen und Ortsbezeichnungen ausgetauscht werden. So wurde Yo soy Betty, la Fea (1999) mindestens in zwölf Ländern ausgestrahlt.

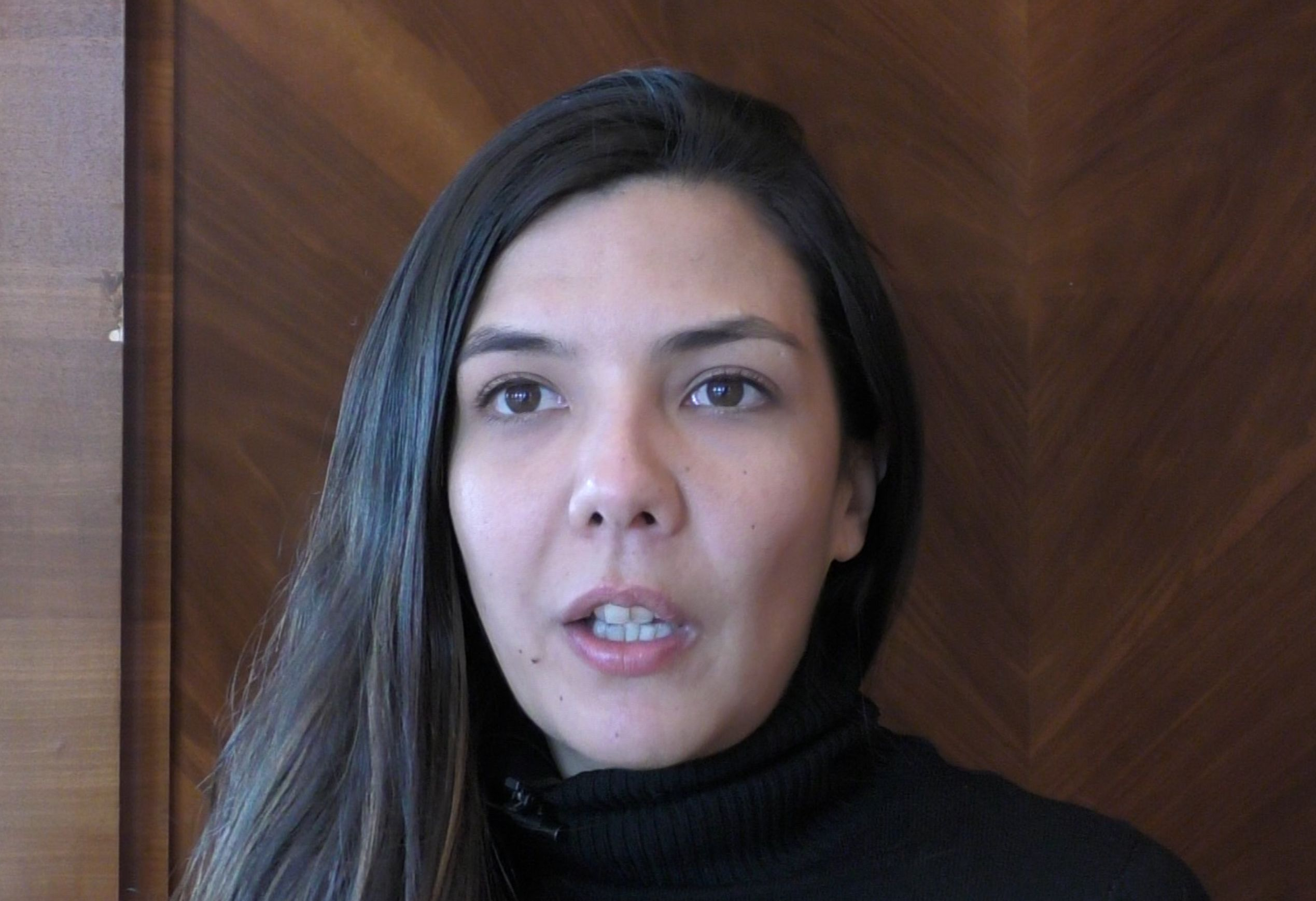
Laura Mora (2017)

Matar a Jesus (2017) von Laura Mora Ortega (* 1981) behandelt die Annäherung zwischen einer Studentin aus der Oberschicht und dem jugendlichen Mörder ihres Vaters. Mora drehte auch den vierteiligen TV-Thriller Frontera Verde (2019) über eine Detektivin, die Frauenmorde im Dschungel untersucht. Ihr Film Los reyes del mundo (Die Könige der Welt) über Jugendliche, die in Medellín auf der Straße leben, ist in den Hauptrollen mit Laiendarstellern besetzt, wurde mit der Goldenen Muschel beim Internationalen Filmfestival San Sebastián 2022 ausgezeichnet.

## DieNarconovela
Die gesamte jüngste Geschichte Kolumbiens ist von den Themen Drogenanbau und Narcotraffic geprägt. Die von Caracol Televisión, RCN Televisión, Netflix und anderen Kanälen produzierte Narconovelas wurden erfolgreich weltweit, vor allem in die USA, exportiert oder z. B. in den USA produziert, dann aber mit kolumbianischer Besetzung. Narconovelas bestätigen das Narrativ von der räuberischen Übermacht aus dem Norden. Die Heldenfiguren der Narconovelas, wie sie auch in Mexiko und anderen lateinamerikanischen Staaten produziert werden, sind Drogenbosse und -händler, illegale Einwanderer oder arme Kleinbauern sind, die zum Coca- oder Mohnanbau gezwungen werden. Sie erscheinen sie aus Sicht vieler Lateinamerikaner nicht wirklich als Kriminelle, geben aber auch nicht vor, unschuldige Spieler zu sein. Ihre Anziehungskraft beruht darauf, dass sie die Verantwortung für ihr illegales Handel und ihre Gewalttaten übernehmen. Diese Akzeptanz dessen, was sie sind und immer waren (nach Karl Marx sind sie in eine Geschichte der Gewalt eingetaucht, die sie nicht gemacht haben), erweckt die Phantasie der Zuschauer und wirkt stärker als Antidrogenkampagnen. Andere Beobachter sehen eher den Schaden, den das Bild Kolumbiens durch die Flut von Narconovelas mit ihrer Heroisierung von Verbrechern und der sexistischen Darstellung der kolumbianischen Frauen als ihre Begleitpuppen erlitten hat. Der Netflix-Miniserie Griselda über die Godmother des Kokains Griselda Blanco, wird vorgeworfen, dass sie aus einer empathielosen Massenmörderin eine fürsorgliche Mutter und feministische Heldin macht.
Andere Akzente setzen die für Caracol Televisión und Netflix produzierte Serie La venganza de Analía (2020) über eine Frau, die einen Mord an einem Präsidentschaftskandidaten rächt, oder die Serie La Pola (2020), in der Carolina Ramírez eine Heldin der kolumbianischen Unabhängigkeitskampfes darstellt.

## Filmpreis
Seit 1984 werden die Premios India Catalina de la Industria Audiovisual Colombiana für Fernsehfilme in über 40 verschiedenen Kategorien vergeben.